# Флаг Чернигова
Фла́г Черни́гова (укр. Прапор Чернігова) — флаг города Чернигова Черниговской области Украины, утверждённый 26 июня 2008 года Черниговским горсоветом.

## Описание
Флаг представляет собой прямоугольное серебряное со срезанной у древка золотой каймой полотнище с соотношением 2:3, в центре которого чёрный с золотым клювом и когтями и червлёными глазами и языком коронованный золотом орёл, держащий в левой лапе длинный золотой крест в перевязь.
Автор флага — заслуженный деятель искусства Украины Б. С. Дедов. По замыслам художника, флаг отображает исторические эпохи развития города от казацких времён и содержит основной элемент герба Чернигова. 
Флаг используется на всех официальных городских мероприятиях.